# Dysphania irrepleta
Dysphania irrepleta là một loài bướm đêm trong họ Geometridae.